# Meroleuca bruchi
Meroleuca bruchi är en fjärilsart som beskrevs av Köhler 1930. Meroleuca bruchi ingår i släktet Meroleuca och familjen påfågelsspinnare. Inga underarter finns listade i Catalogue of Life.